# Badminton nos Jogos Pan-Americanos Júnior de 2025
As competições de badminton nos Jogos Pan-Americanos Júnior de 2025 em Assunção, Paraguai, foram realizadas entre 10 e 13 de agosto de 2025 no Bloco 1 do Pavilhão da Secretaria Nacional de Desporto (SND). Três eventos foram disputados: individual masculino e feminino, além de um evento de duplas mistas. Um total de 20 atletas competiram.

## Medalhistas
| Evento               | Ouro                                | Prata                             | Bronze                                     |
| -------------------- | ----------------------------------- | --------------------------------- | ------------------------------------------ |
| Individual masculino | Victor Lai CAN Canadá               | Deivid Silva BRA Brasil           | Adriano Aguirre PER Peru                   |
| Individual masculino | Victor Lai CAN Canadá               | Deivid Silva BRA Brasil           | Zicheng Xu USA Estados Unidos              |
| Individual feminino  | Rachel Chan CAN Canadá              | Juliana Viana BRA Brasil          | Ella Lin USA Estados Unidos                |
| Individual feminino  | Rachel Chan CAN Canadá              | Juliana Viana BRA Brasil          | Vanesa Contreras MEX México                |
| Duplas mistas        | Juliana Viana Davi Silva BRA Brasil | Rachel Chan Victor Lai CAN Canadá | Ella Lin Zicheng Xu USA Estados Unidos     |
| Duplas mistas        | Juliana Viana Davi Silva BRA Brasil | Rachel Chan Victor Lai CAN Canadá | Audrey Chang Tian Zhang USA Estados Unidos |

## Quadro de medalhas
| Pos.               | País               | Ouro | Prata | Bronze | Total |
| ------------------ | ------------------ | ---- | ----- | ------ | ----- |
| 1                  | CAN Canadá         | 2    | 1     | 0      | 3     |
| 2                  | BRA Brasil         | 1    | 2     | 0      | 3     |
| 3                  | USA Estados Unidos | 0    | 0     | 4      | 4     |
| 4                  | MEX México         | 0    | 0     | 1      | 1     |
| 4                  | PER Peru           | 0    | 0     | 1      | 1     |
| Total (5 entradas) | Total (5 entradas) | 3    | 3     | 6      | 12    |